# Przekształcenie Abela
Przekształcenie Abela (tożsamość Abela) – tożsamość algebraiczna zachodząca dla skończonych ciągów liczbowych (bądź ogólniej, elementów pierścienia przemiennego).
Niech {\displaystyle (a_{j})_{j=1}^{n},} {\displaystyle (b_{j})_{j=1}^{n}} będą ciągami liczbowymi.
Oznaczmy
{\displaystyle A_{n}=\sum _{i=1}^{n}a_{i}.}
Wówczas zachodzi wzór:
{\displaystyle \sum _{j=m+1}^{m+k}a_{j}b_{j}=\sum _{l=m+1}^{m+k}A_{l}(b_{l}-b_{l+1})-A_{m}b_{m+1}+A_{m+k}b_{m+k+1}.}
W szczególności, gdy {\displaystyle m=0,} {\displaystyle b_{k+1}=0{:}}
{\displaystyle \sum _{j=1}^{k}a_{j}b_{j}=\sum _{l=1}^{k-1}A_{l}(b_{l}-b_{l+1})+A_{k}b_{k}.}

## Dowód
Dla każdego {\displaystyle l\leqslant n} mamy
{\displaystyle a_{l}b_{l}=(A_{l}-A_{l-1})b_{l}=A_{l}(b_{l}-b_{l+1})+A_{l}b_{l+1}-A_{l-1}b_{l}.}
Po zsumowaniu i zredukowaniu wyrazów występujących w kolejnych wyrażeniach z przeciwnymi znakami otrzymujemy tezę.

## Wnioski
Jeśli {\displaystyle b_{n}} jest ciągiem nierosnącym nieujemnym, to spełniona jest nierówność:
{\displaystyle \left|\sum _{i=1}^{n}a_{i}b_{i}\right|\leqslant Ab_{1}}
gdzie:
{\displaystyle A=\max \left(|a_{1}|,|a_{1}+a_{2}|,\dots ,\left|\sum _{i=1}^{n}a_{i}\right|\right).}